# Stadio Arechi
Stadio Arechi este un stadion polivalent din Salerno, Italia. În prezent este folosit în principal pentru meciuri de fotbal și este stadionul pe care joacă meciurile de pe teren propriu echipa Salernitana Calcio 1919. Stadionul are o capacitate de 37.800 de locuri. [2] Stadionul a fost construit pentru a înlocui fosta structură care nu mai era potrivită pentru a găzdui publicul din ce în ce mai numeros.